# Holopterus annulicornis
Holopterus annulicornis är en skalbaggsart som beskrevs av Philippi F. 1859. Holopterus annulicornis ingår i släktet Holopterus och familjen långhorningar. Inga underarter finns listade i Catalogue of Life.